# Cratinitis
Cratinitis là một chi bướm đêm thuộc họ Gelechiidae.